# Сергій Гаєк
Ян Сергій Гаєк (біл. Ян Сяргей Гаєк, пол. Jan Sergiusz Gajek; нар. 8 лютого 1949, Лишковіце, Польща) — апостольський адміністратор для вірних візантійського обряду в Білорусі (з 30 березня 2023), де-факто глава Білоруської греко-католицької церкви на території Білорусі. Єдиний в Католицькій церкві омофорний архимандрит. Належить до чернечого згромадження маріанів (MIC). Доктор богослов'я. Поляк за національністю, але називає себе «білорусом за переконаннями».

## Життєпис
Народився 8 лютого 1949 року в селі Лишковіце (ґміна Лишковіце, Ловицького повіту Лодзинського воєводства) в польській католицькій родині. У 1963 році закінчив початкову школу в Лишковіцах, а чотири роки пізніше — ліцей в Ловичі.
Після закінчення ліцею вступив до монастиря отців-маріанів, взяв собі чернече ім'я Сергій і прийняв візантійський обряд. У 1967—1974 роках навчався на богословському факультеті Люблінського Католицького університету. У цей період зацікавився білоруською культурою і релігійністю, контактував з релігійними діячами білоруської діаспори, зокрема, з єпископом Чеславом Сиповичем, через що мав проблеми з органами безпеки Польської Народної Республіки.
15 серпня 1973 року склав довічні обіти в згромадженні маріанів, а 23 червня 1974 року висвячений на священика в Ґурі-Кальварії біля Варшави. Після висвячення два роки служив на греко-католицькій парафії в Ґлухолазах, після чого продовжив богословську освіту, спочатку в Католицькому університеті Любліна на кафедрі порівняльного богослов'я та екуменізму, потім у Римі в Папському Східному інституті. У листопаді 1983 роки захистив докторську дисертацію і повернувся до Польщі. У 1983—1999 роках викладав на кафедрі православного богослов'я в Екуменічному інституті Католицького університету Любліна.
На початку 1990-х років Греко-Католицька Церква отримала в Білорусі можливість вільного функціонування. У 1993 році Папа Іван Павло II призначив Сергія Гаєка апостольським візитатором для греко-католиків Білорусі, а Олександра Надсона — апостольським візитатором для білоруських греко-католиків у еміграції.
У 1996 році о. Сергій Гаєк отримав титул архимандрита і був рукоположений в сан митрополитом Перемишльсько-Варшавським Іваном Мартиняком. В 1997 році став консультором (радником) Конгрегації Східних церков.
Від 1996 року — член-кореспондент Папської Міжнародної Марійської Академії (лат. Pontificia Academia Mariana Internationalis).
30 березня 2023 року Папа Франциск створив Апостольську Адміністратуру для вірних візантійського обряду в Білорусі і призначив Апостольським Адміністратором без єпископських свячень отця-архимандрита Сергія Гаєка.
Автор наукових публікацій з літургіки, маріології, євхаристології, кирило-методіївської традиції й екуменічних відносин на слов'янському Сході.

## Фото

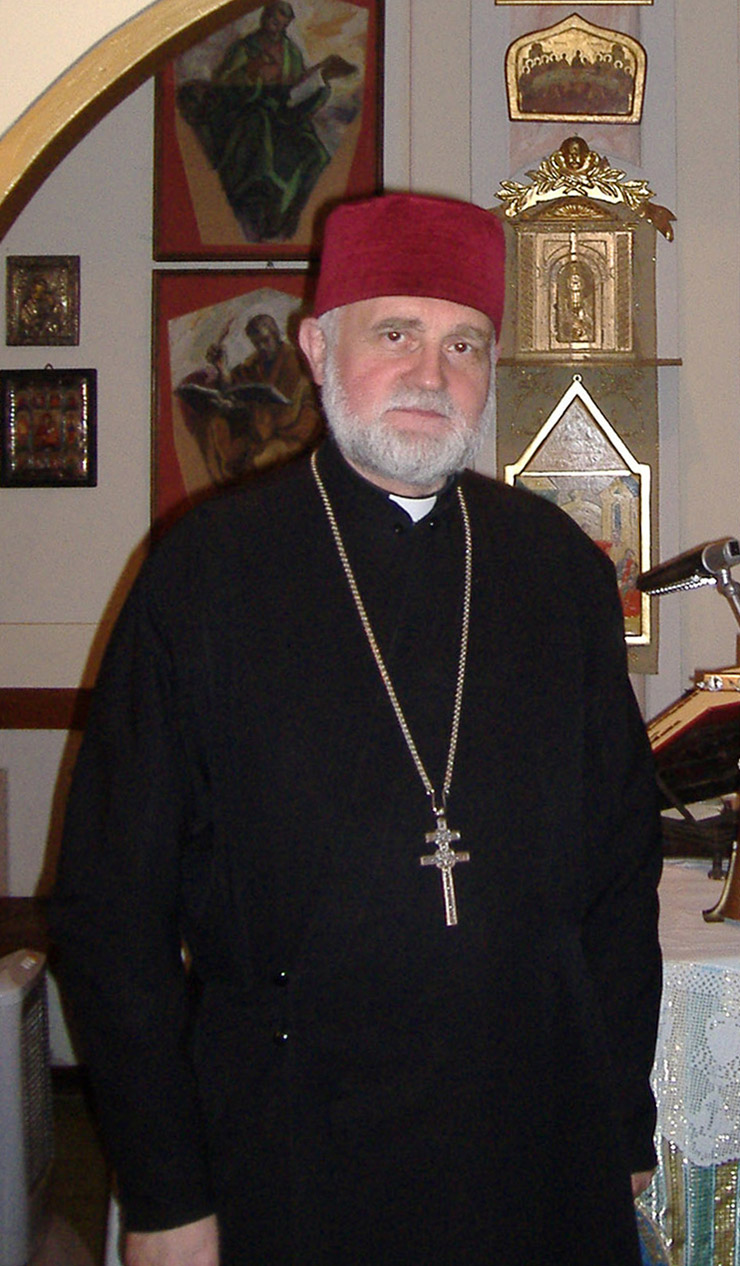
Сергій Гаєк, 2008
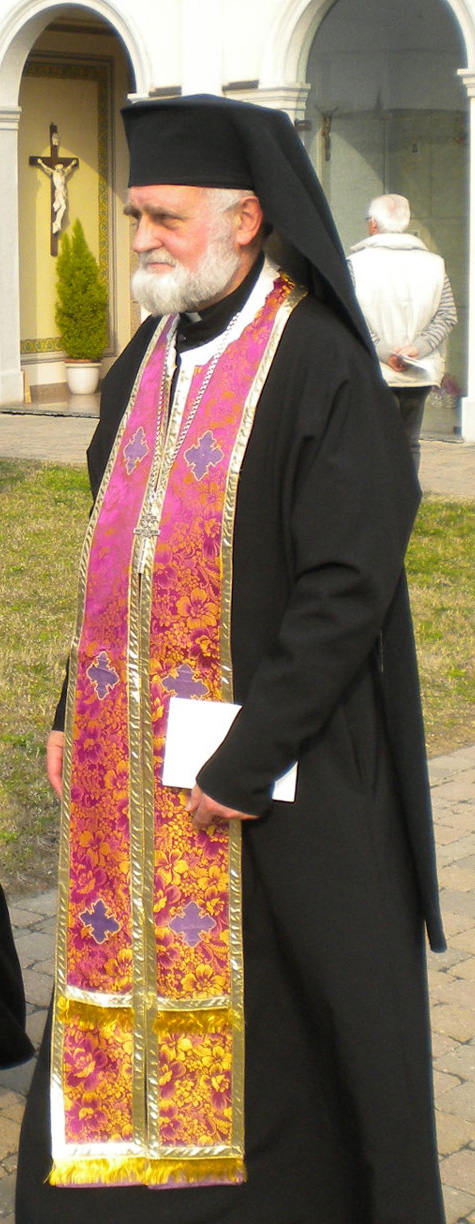
Сергій Гаєк, 18 березня 2012